# Nghị viện Thanh niên Afghanistan
Nghị viện Thanh niên Afghanistan (AYP) là tổ chức thanh niên ở Afghanistan quy tụ các thành viên được bầu cử một cách dân chủ trong độ tuổi từ 16 đến 35.
Tổ chức này được thành lập vào tháng 7 năm 2016, nghị viện có khoảng 122 thành viên được bầu từ 34 tỉnh của Afghanistan. Nghị viện thanh niên do chính phủ lập ra nhằm tiếp tục thu hút thế hệ trẻ của đất nước này tham gia vào các vấn đề chính trị xã hội.
122 thành viên của AYP đã bầu chọn ra năm thành viên ban trị sự (ông Said Kabir Husaini làm giám đốc, ông Mohammad Iqbal Sakhi làm Phó giám đốc thứ nhất, bà Khalida Khalwat làm Phó giám đốc thứ hai, ông Saif Ul Rahman Shafaq làm Tổng thư ký và bà Mina Baloch làm Phó Bí thư Nghị viện Thanh niên Afghanistan.
Chính phủ Cộng hòa Hồi giáo Afghanistan nhằm thu hút những người trẻ tuổi tham gia vào quá trình ra quyết định xã hội bèn đưa họ đến gần hơn với giới hoạch định chính sách của đất nước và nâng cao năng lực tổng thể của họ; Nghị viện Thanh niên Afghanistan được lập nên thông qua Thứ trưởng Bộ Thanh niên qua sự trợ giúp về mặt tài chính của Quỹ Dân số Liên Hợp Quốc (UNFPA) và với sự điều phối của Thượng nghị viện (Mashrano Jirga) vào năm 2016 và Cố vấn Thanh niên cho Tổng thống Cộng hòa Hồi giáo Afghanistan.